# Unleash the Love
Unleash the Love es el segundo álbum solista del cantante estadounidense Mike Love. Fue editado el 17 de noviembre de 2017. Muchas canciones habían circulado clandestinamente del álbum pirata Mike Love Not War.

Como escritor, seguí gravitando sobre esta idea del amor, en todas sus formas. Amor romántico, amor no correspondido, amor perdurable, amor espiritual, amor por el planeta y lo que la ausencia de amor puede hacernos a nosotros como pueblo. Este álbum es mi manera de comunicar lo que el mundo necesita ahora es amor, dulce amor. La esperanza es que si todos podemos liberar el amor dentro de nosotros, colectivamente podemos mejorar este mundo.
Mike Love.

## Crítica
El crítico de Mark Deming AllMusic comento: "Si este álbum nos da una imagen más clara de la propia visión del mundo musical de Love, es uno que él desconoce en profundidad. La mayor parte del disco uno está dedicado a números de pop que suenan entumecedoramente sosos formulados tanto en concepto como en ejecución. [El] disco dos con nuevas grabaciones de los más clásicos éxitos de The Beach Boys (...) y mientras las canciones son mucho mejores, los arreglos suenan como el trabajo de una banda tributo a The Beach Boys que lucha para reunir el entusiasmo para tocar el cuarto set de la noche". También destacó la inclusión de "Brian's is Back": "(...) Y la presencia de una nueva grabación de "Brian's Back", el tributo de Love en los años 70 a un hombre con el que ha elegido no trabajar, es confuso".
Tin Sommer de Real Clear Life dijo: "(...) evoca el espíritu y el alma de los Beach Boys de una manera auténtica y válida. En Unleash the Love, Mike Love revela un alma sensible y pragmática; tiene una habilidad atractiva e innegable (tanto intuitiva como erudita a los pies de uno de los grandes maestros de la música pop) para combinar melodías simples, casi cantarinas, con música elegante y arreglos que tienen un ambiente casi ingenioso".

## Lista de canciones
- Disco 1: canciones originales de Mike Love.

| Disco 1 - Mike Love Originals: |                                         |          |  |
| N.º                            | Título                                  | Duración |  |
| 1.                             | «All the Love in Paris» (feat Dave Koz) |          |  |
| 2.                             | «Getcha Back» (feat John Stamos)        |          |  |
| 3.                             | «Daybreak Over the Ocean»               |          |  |
| 4.                             | «I Don’t Wanna Know»                    |          |  |
| 5.                             | «Too Cruel»                             |          |  |
| 6.                             | «Crescent Moon»                         |          |  |
| 7.                             | «Cool Head, Warm Heart»                 |          |  |
| 8.                             | «Pisces Brothers»                       |          |  |
| 9.                             | «Unleash The Love»                      | 3:46     |  |
| 10.                            | «Ram Raj»                               |          |  |
| 11.                            | «10.000 Years Ago» (feat John Stamos)   |          |  |
| 12.                            | «Only One Earth»                        |          |  |
| 13.                            | «Make Love Not War»                     |          |  |

- Disco 2: regrabaciones de canciones de The Beach Boys

| Disco 2 - Mike Love/regrabaciones de The Beach Boys: |                                                 |          |  |
| N.º                                                  | Título                                          | Duración |  |
| 1.                                                   | «California Girls»                              |          |  |
| 2.                                                   | «Do It Again» (feat Mark McGrath y John Stamos) |          |  |
| 3.                                                   | «Help Me, Rhonda»                               |          |  |
| 4.                                                   | «I Get Around»                                  |          |  |
| 5.                                                   | «The Warmth of the Sun» (feat Ambha Love)       |          |  |
| 6.                                                   | «Brian's Back»                                  |          |  |
| 7.                                                   | «Kiss Me Baby»                                  |          |  |
| 8.                                                   | «Darlin'» (feat AJR)                            |          |  |
| 9.                                                   | «Wild Honey» (featuring John Cowsill)           |          |  |
| 10.                                                  | «Wouldn't It Be Nice»                           |          |  |
| 11.                                                  | «Good Vibrations»                               |          |  |
| 12.                                                  | «Fun, Fun, Fun»                                 |          |  |

## Créditos
- Mike Love - vocal
- Scott Totten - guitarra
- Jeffrey Foskett - guitarra
- John Stamos - batería (D1:2 & 11) y vocal (D2:2)
- Mark McGrath - vocal (D2:2)
- Dave Koz - saxofón (D1:1)
- John Cowsill - vocal (D2:9)
- AJR - vocal (D2:8)
- Ambha Love - (D2:5)